# Victoria (hajó)

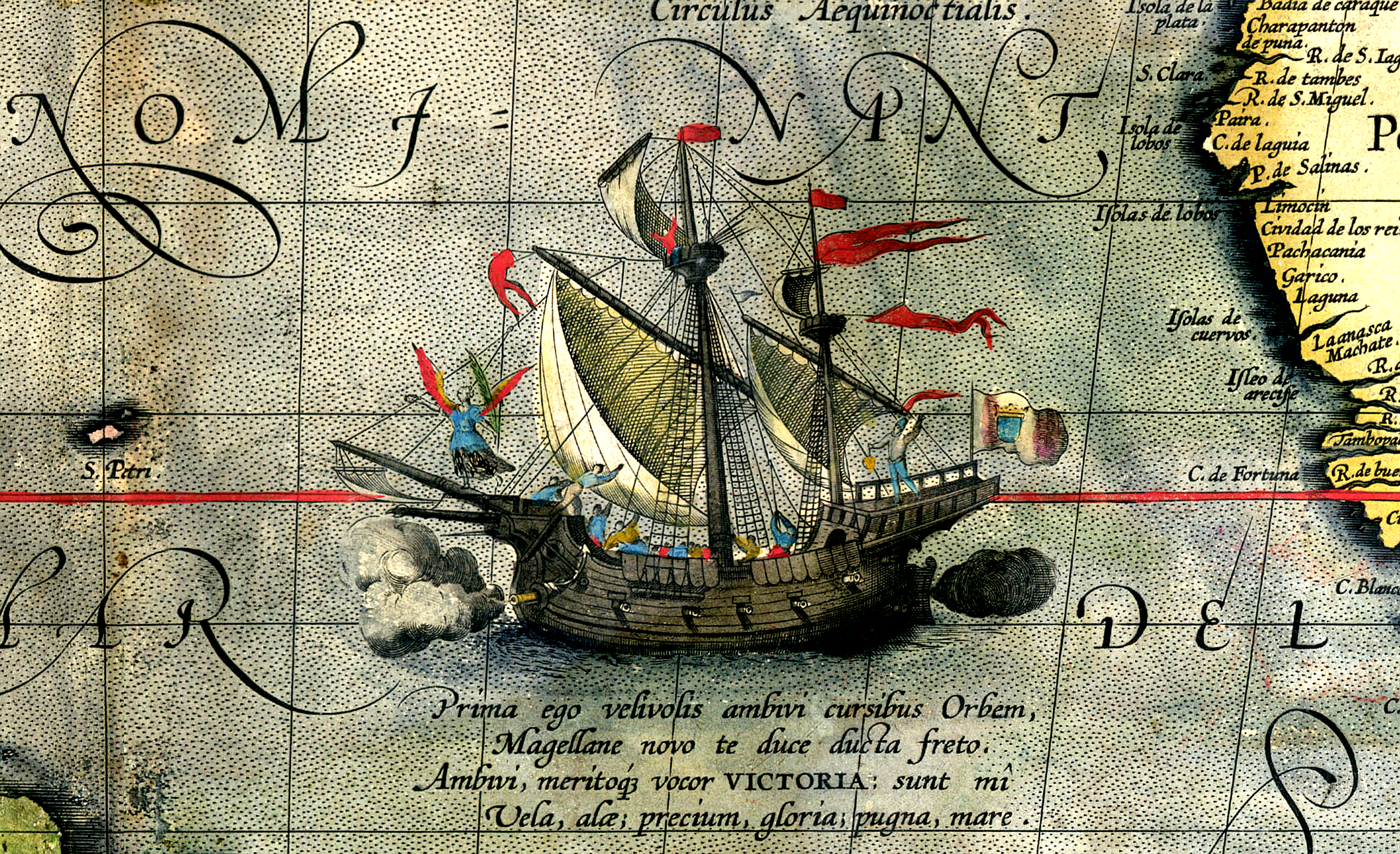
Fernão de Magalhães Földet megkerülő vitorlás hajója, egy 85 tonnás karakk a Victoria Ortelius világtérképén (1590)

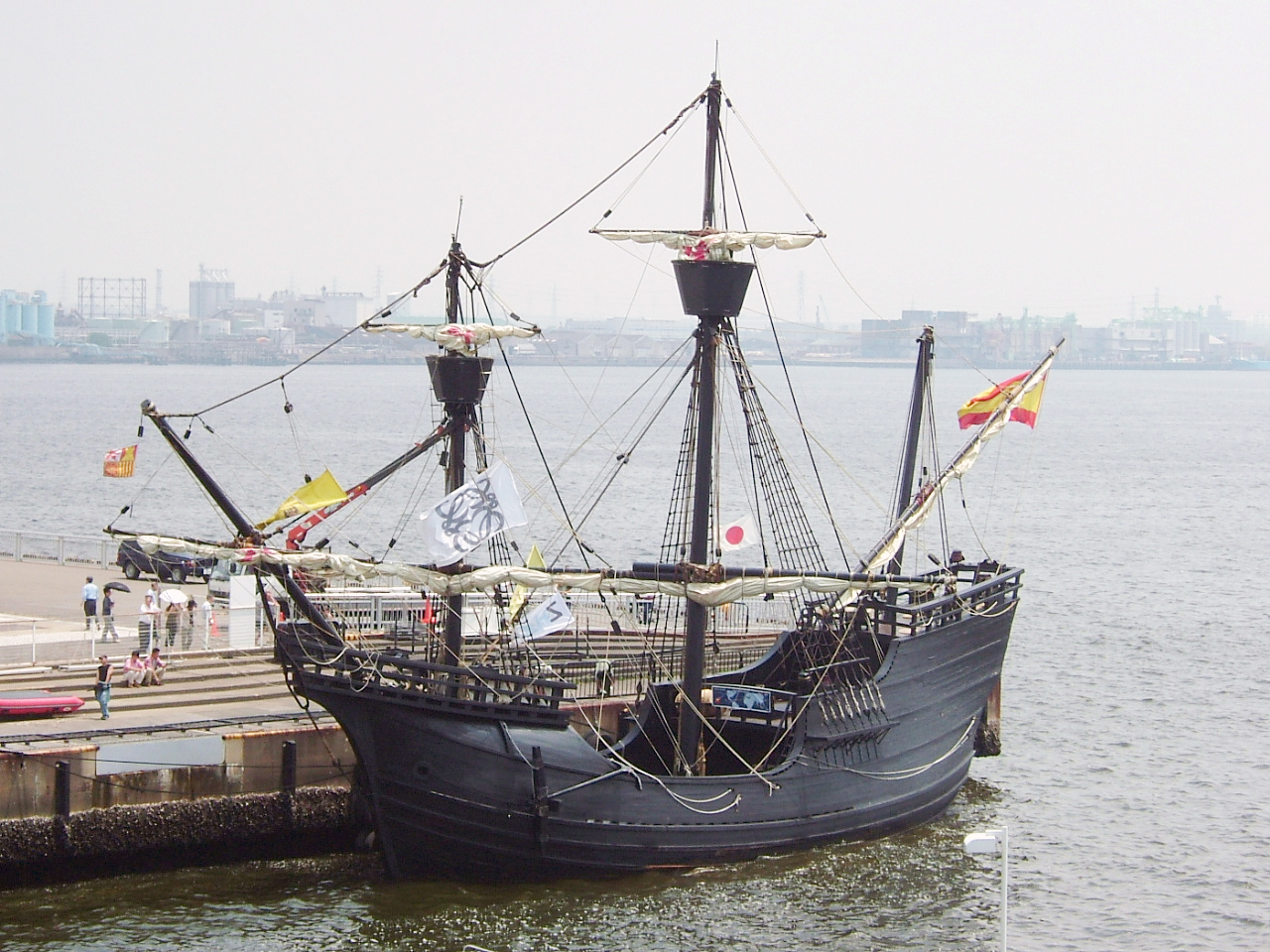
A Victoria mai másolata

A Victoria karakk egy  85 tonnás hajó, a spanyol szolgálatban álló portugál Fernão de Magalhães öt hajóból (Trinidad, San Antonio, Concepcion, Victoria, Santiago) álló flottájához tartozott, amely 1519. szeptember 20-án hagyta el San Lucar de Barrameda kikötőjét azzal a céllal, hogy átjárót találjon a dél-amerikai kontinensen, majd kijusson a Balboa által birtokba vett óceánra és azon át érje el Indiát. A kontinens legdélibb pontján megtalált viharos tengerszorosból kijutva nekivágtak az ismeretlen óceánnak, melyet Magellán nevezett el Csendes-óceán-nak. Magellán útközben 1521. április 26-án elesett a bennszülöttekkel vívott harcban.
Az útnak indult öt hajóból és a 265 emberből csupán egyetlen hajó, a Victoria és 19 fős legénysége tért vissza Spanyolországba, Juan Sebastián del Cano parancsnoksága alatt.

## Fordítás
Ez a szócikk részben vagy egészben  a   Victoria_(ship) című angol Wikipédia-szócikk fordításán alapul.  Az eredeti cikk szerkesztőit annak laptörténete sorolja fel. Ez a jelzés csupán a megfogalmazás eredetét és a szerzői jogokat jelzi, nem szolgál a cikkben szereplő információk forrásmegjelöléseként.